# Дві магнолії
Дві магно́лії — ботанічна пам'ятка природи місцевого значення в Україні. Об'єкт природно-заповідного фонду Львівської області. 
Розташована в центрі міста Яворів Львівської області, на площі Ринок (у сквері).
Площа 0,05 га. Статус присвоєно 1984 року. Перебуває у віданні міськкомунгоспу.
Статус присвоєно для збереження двох екземплярів магнолії.